# Дора Валие
Дора Валие (на френски: Dora Vallier) е името, под което Дора Увалиева става известна като изкуствовед и историк на изкуството.

## Биография
Родена е в София на 23 юли 1921 г., в семейството на Христо Увалиев и е сестра на Петър Увалиев. Напуска България през 1950 г. и се установява в Париж. Образование получава в университета в Падуа, където специализира в областта на византийското изкуство (1953). В началото на 50-те години започва да работи за издателството „Кайе д'ар“ (на френски: Cahiers d'art) и да публикува на френски. Добива известност с монографията си върху Митничаря Русо.
През 1976 г. при посещение в България се запознава с Димитър Казаков и няколко години по-късно за неговата изложба в Париж (галерия Hervé Odermatt) пише специално есе; в благодарност той и подарява албум с 12 скици.
Умира на 12 септември 1997 г. в Париж и е погребана в Пер Лашез.
През 2001 г. излиза в български превод сборник от разговори, които Дора Валие е публикувала в края на 50-те след срещите си с Жорж Брак, Фернан Леже, Жак Вийон, Хуан Миро и Константин Бранкузи.

## Трудове
- (1958) Carnet inédit de Fernand Léger, Paris: Éditions „Cahiers d'art“
- (1959) Serge Poliakoff, Paris: Éditions „Cahiers d'art“, 1959
- (1961) Henri Rousseau, Paris: Flammarion
- (1963) Histoire de la peinture, 1870 – 1940, Bruxelles: Éditions de la Connaissance
- (1967) L'Art abstrait (1967)
- (1970) Tout l'oeuvre peint de Henri Rousseau, Paris: Flammarion
- (1976) Repères, la peinture en France, début et fin d'un système visuel, 1870 – 1970, Venezia: Alfieri et Lacroix
- (1982) Braque, l'œuvre gravé, (1982)
- (1986) Art, anti-art et non-art, Caen: l'Échoppe
- (1989) Du noir au blanc, les couleurs dans la peinture, Caen: l'Echoppe, 1989